# L'impressionniste fin de siècle
L'impressionniste fin de siècle er en fransk stumfilm fra 1899 af Georges Méliès.